# Міхал Язловецький (червоногородський староста)
Міхал з Бучача і Язловця, Міхал (Михайло) Язловецький (іноді Міхал Бучацький, Міхал з Бучача; ? — 1511) — польський шляхтич, військовик, урядник, меценат.

## Життєпис
Народився в сім'ї Теодорика Бучацького-Язловецького — дідича Язлівця.
Дослідниця з Польщі Анна Дерфлерувна (пол. Anna Dörflerówna) вказує на перебування Міхала в 1433 році на угорському королівському дворі, отримання ним 1443 року в заставу Золочева.
Після смерти батька та загибелі старшого брата Бартоша разом із молодшим братом Яном успадкував частину маєтностей родини. 17 липня 1458 р. (запис галицького земського суду № 2876) віддав у заставу село Возилів шляхетному Янові з Нєнчина (nobili Ioanni de Nyenczyn) за позику в розмірі 60 марок. 1461 р. разом з братом Яном продали успадковане від батька поселення Устя підстолію галицькому Янові Колі.
У суботу 4 липня 1467 р. разом із братом Яном у Язловці видали грамоту, якою підтвердили та примножили фундуш батька для язловецького костелу св. Марії Маґдалини (дерев'яного). У багатьох документах тих часів (зокрема в записах галицьких судів) записано: Міхал та Ян на Бучачі та Язловці, рідні брати нероздільні. Разом з братом Яном був співвласником Бариша.
11 травня 1469 року поділили з братом Яном батьківський спадок (частина була викуплена рішенням Сейму 1463 року), став власником Червоногорода[джерело?], Язловця. Його нащадки стали підписуватись Бучацькі-Язловецькі.

### Посади
Староста кам'янецький (1457 р.), червоногродський (з 1464 року). Стольник галицький (з 1493 р.), пізніше підкоморій галицький.

### Шлюб, діти

Дружина — Ядвиґа з Ходча (Ходецька) гербу Огоньчик. Діти:
- Теодорик — одружений із Катажиною Колянкою гербу Юноша (другий чоловік — Миколай Сенявський гербу Леліва)
- Дмитро — стольник кам'янецький, чесник галицький.